# Anacapri
Anacapri est une commune de la ville métropolitaine de Naples dans la région Campanie en Italie, située sur l'île de Capri, dont elle constitue l'une des deux entités administratives avec celle de Capri.

## Géographie

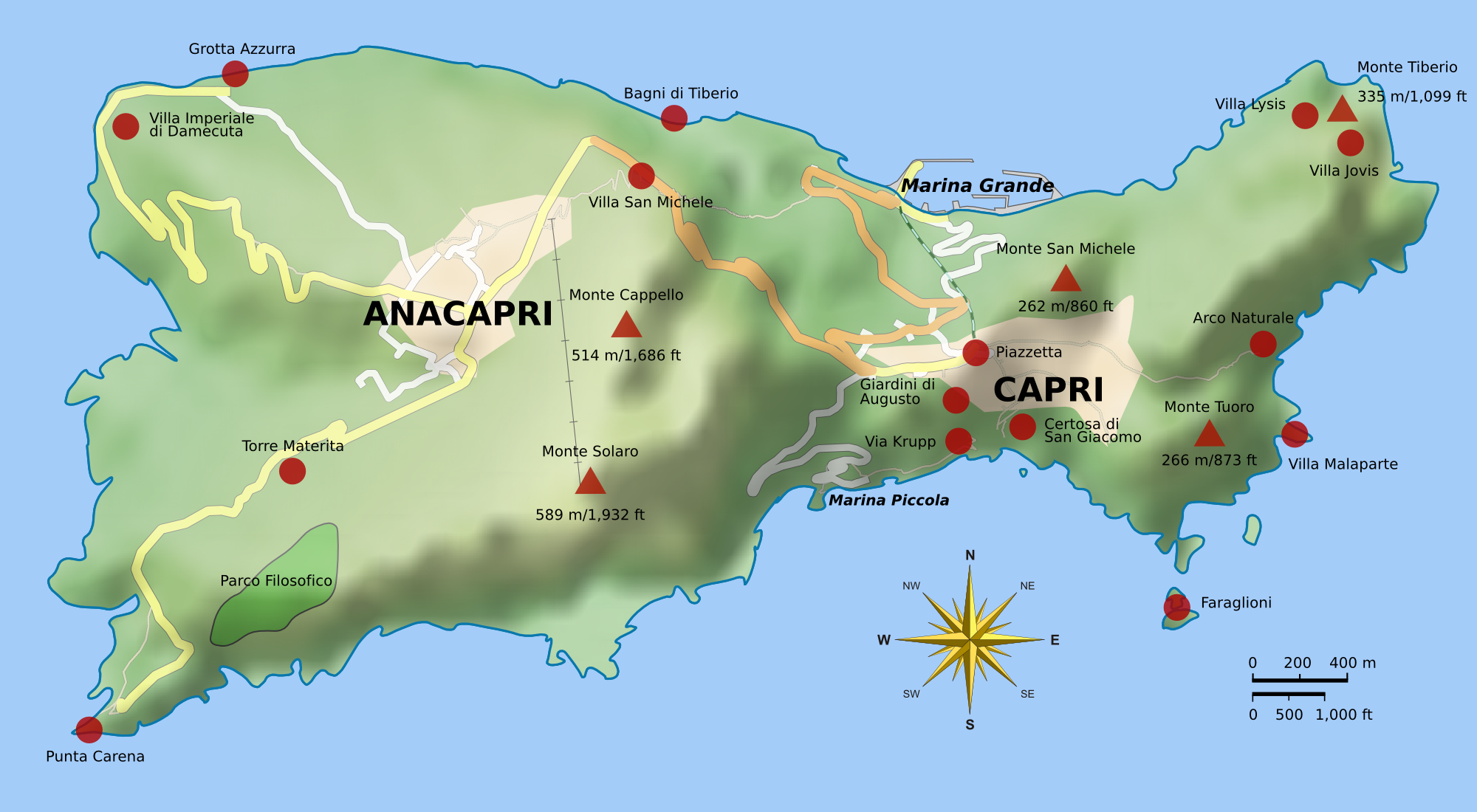
Carte indiquant les situations respectives des communes de Capri et d'Anacapri, avec les principaux sites d'intérêt de l'île.

Situé dans l'intérieur des terres et en hauteur (environ 275 m d'altitude), le village d'Anacapri surplombe le port de l'île, Marina Grande.
L'étymologie du nom de Capri remonte aux anciens colons grecs qui furent les premiers habitants de l'île. Il ne dériverait donc pas du latin capra, « chèvre », mais du grec ancien κάπρος / kápros, « sanglier ». Selon Pline l'Ancien, ces colons seraient des Tèléboens (Τηλεϐόαι / têlébóai), peuple mythique venu des îles Téléboïdes proches de Leucade. Le nom d'Anacapri dérive du grec ἀνά / aná, « en haut ». Le village est d'ailleurs très semblable à ceux des îles grecques avec ses maisons cubiques blanchies à la chaux, parfois surmontées de coupoles.
Chaque habitant d'Anacapri raconte une histoire au passant, grâce à une petite plaque posée à l'entrée de sa maison. Souvent avec un sens inné de la poésie : « Que vive celui qui aime, que meure celui qui n'aime pas, que périsse celui qui empêche d'aimer ». Parfois avec beaucoup d'autodérision : « Gouverner les Italiens n'est pas possible, et c'est inutile ».

## Culture
- Le compositeur français Claude Debussy, bien que n'ayant jamais visité Anacapri, intitula l'un de ses préludes du premier cahier, le cinquième, Les collines d'Anacapri, en hommage à la commune.
- Le médecin et écrivain suédois Axel Munthe fit construire à Anacapri la Villa San Michele et y séjourna une grande partie de sa vie.
- Le peintre français Guillaume Dubufe (1853-1909) y posséda une grande villa.

## Curiosités
Un service d'autobus dessert Anacapri à partir de Marina Grande et de Capri, en empruntant une route aux multiples virages en épingle à cheveux.
L'une des attractions de la commune est le télésiège du mont Solaro (seggiovia), lequel mène au mont Solaro, le point culminant de l'île avec 589 mètres de hauteur. Il offre un panorama pittoresque sur la côte sud qu'il surplombe.

## Administration
| Période                                  | Période  | Identité      | Étiquette    | Qualité |
| ---------------------------------------- | -------- | ------------- | ------------ | ------- |
| 14 juin 2004                             | En cours | Mario Staiano | Lista Civica |         |
| Les données manquantes sont à compléter. |          |               |              |         |

### Communes limitrophes
- Capri.

### Évolution démographique
Habitants recensés

## Galerie

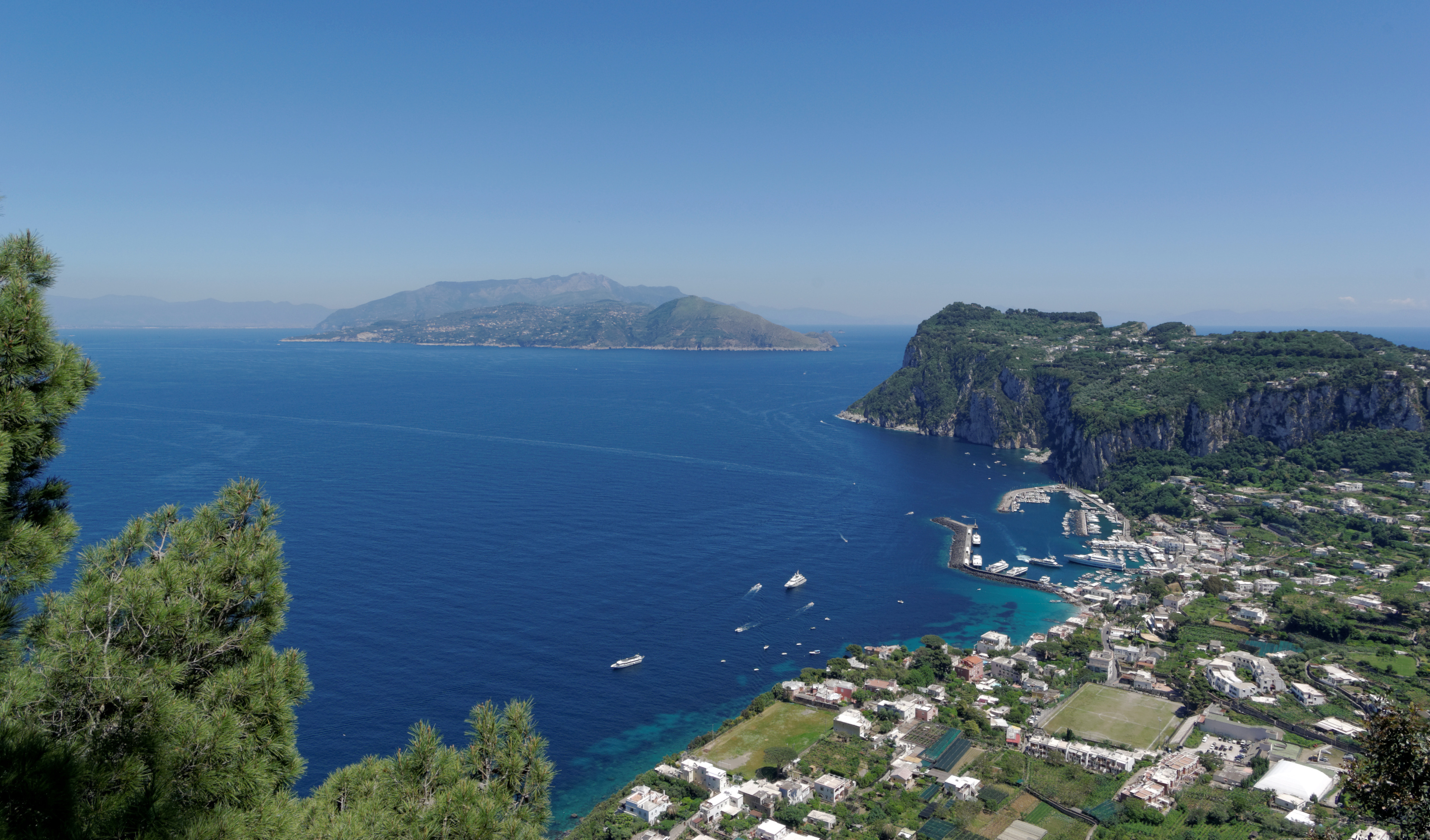
Vue sur le port de Capri depuis la Villa San Michele.
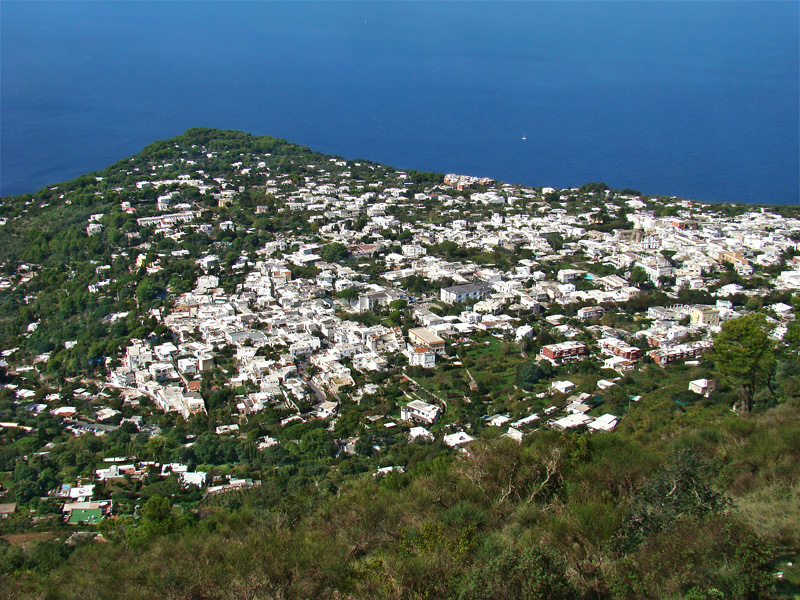
Anacapri vue depuis le télésiège du mont Solaro.
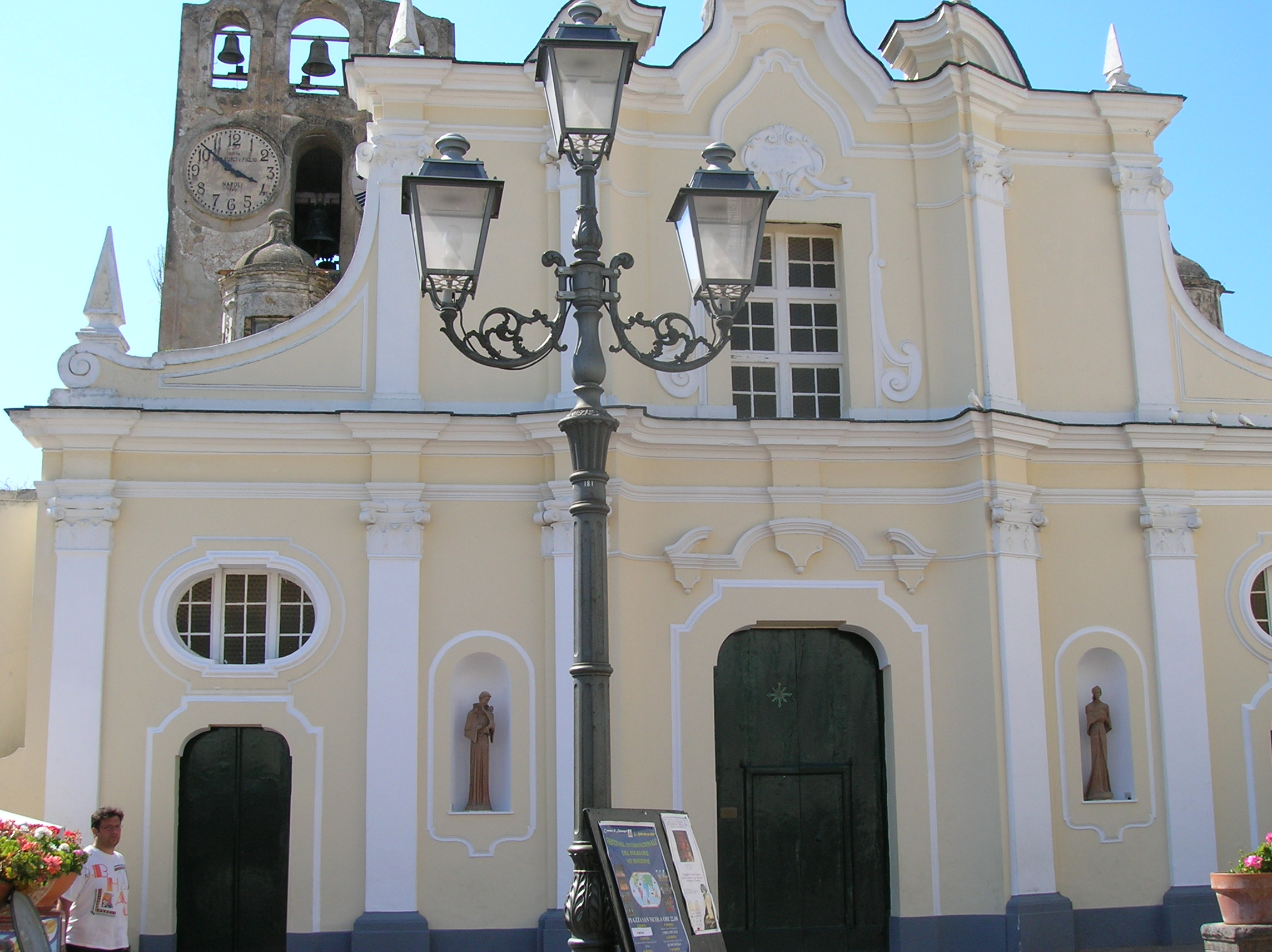
Église de Sainte Sophie (Chiesa di Santa Sofia)[3].
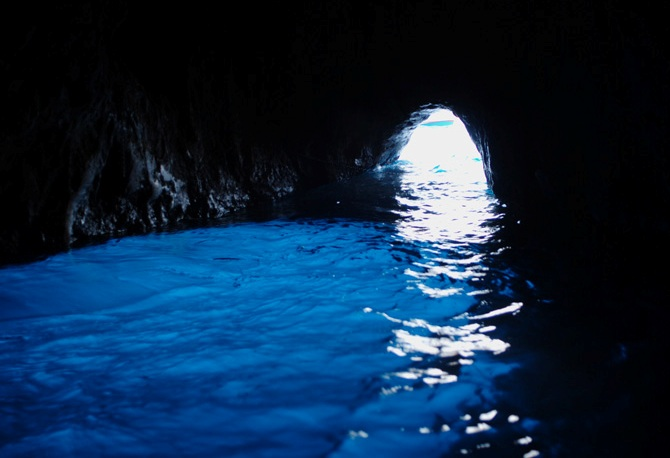
La grotte bleue (Grotta azzurra).